# Rock i Frederikshavn
Rock i Frederikshavn (indtil 2009 Rockparty) er en musikfestival, der siden 2003 er blevet afholdt en gang årligt i den nordjyske by Frederikshavn ved dyrskuepladsen Knivholt. Rockparty arrangeres af Sportens Venner Nordjylland, der er en paraplyorganisation for sportsforeningen Kvissel-Ravnshøj IF.
I 2012 gik festivalen fra at være et 2-dages-arrangement fredag og lørdag til at være en 1-dags-festival om lørdagen.

## Hovednavne

### 2003Arkiveret1. december 2017 hosWayback Machine
- Gnags
- Kim Larsen
- Poul Krebs
- Big Fat Snake
- Zididada
- Julie fra Popstars
- Johnny Madsen
- Roben & Knud

### 2004Arkiveret1. december 2017 hosWayback Machine
- Johnny Deluxe
- Johnny Madsen
- Kim Larsen & Kjukken
- TV-2
- Lis Sørensen
- Tim Christensen
- Big Fat Snake
- D-A-D

### 2005Arkiveret1. december 2017 hosWayback Machine
- Red Warszawa
- Johnny Madsen med Band
- Kim Larsen & Kjukken
- Thomas helmig
- Big Fat Snake
- Beth Hart
- Nik & Jay
- Poul Krebs
- Shu-Bi-Dua

Teltscene:
- Hyacinth House
- Fastland
- Rasmus Nøhr
- Tournesol
- The Loft
- Kira and the Kindred Spirits

### 2006Arkiveret1. december 2017 hosWayback Machine
- Juncker
- Sanne Salemonsen
- Kim Larsen
- TV-2
- Danser med Drenge
- Big Fat Snake
- Allan Olsen
- Kasmir
- Gnags
- D-A-D

Teltscenen
- Anna David
- Dicte
- Grand Avenue
- The Amanths

### 2007Arkiveret1. december 2017 hosWayback Machine
- Shu-Bi-Dua
- Alphabeat
- Kim Larsen
- Østre Gasværk
- D-A-D
- Danser Med Drenge
- Mani Spinx
- Maria Viskonti
- Patrick Alexander
- Thomas Buttenschøn
- Erann DD
- Infernal
- Nik & Jay
- Tournesol
- Poul Krebs
- Underground Fly
- Thomas Helmig
- Big Fat Snake
- Utah

### 2008Arkiveret1. december 2017 hosWayback Machine
- TV-2
- Big Fat Snake
- Johnny Madsen Band
- Shu-bi-dua
- Gnags
- Danser Med Drenge
- L.O.C.
- OneTwo
- Volbeat

Teltscene
- Patrick Alexander
- Magtens Korridorer
- VETO
- Peter Viskinde med band
- Lizzie
- Thomas Buttenschøn
- Østre Gasværk
- Tournesol

### 2009
- Sys Bjerre
- Runrig
- Nephew
- Kim Larsen & Kjukken
- Gnags
- Anne Linnet
- Johnny Madsen
- Michael Learns to Rock
- HUSH
- Die Herren
- Østre Gasværk
- Tournesol
- Supersition

### 2010Arkiveret1. december 2017 hosWayback Machine
- Status Qou
- Thomas Helmig
- Dizzy Mizz Lizzy
- Magens Korridorer
- Lis Sørensen
- Big Fat Snake
- Infernal
- Thomas Buttenschøn
- Dalton

### 2011
- Sing, Sing, Sing
- D-A-D
- Alphabeat
- Rasmus Seebach
- Danser med Drenge
- Johnny Madsen
- The Blue Van
- Lars Lilholt Band
- Streaming Dreams

Lille scene
- Superspark
- Østre Gasværk
- Tournesol
- Chris Hermann
- Superstition
- Double D Band

### 2012Arkiveret1. december 2017 hosWayback Machine
- Nik & Jay
- Kim Larsen & Kjukken
- Johnny Madsen
- Magtens Korridorer
- The William Blakes
- Superspark

### 2013
- Østre Gasværk
- FS Orlonn
- Nabiha
- Go Go Berlin
- Big Fat Snake
- Daniel Lill (stand-up)
- Mads Langer
- Renée Søndergaard med band
- Sanne Salomonsen
- Gregers Mogstad & The Groove
- Kato & Friends

### 2014
- Østre Gasværk
- Tim Lothar Duo
- Panamah
- Echo Lips
- Lukas Graham
- Lyhne & The Big MOJO machine
- Wafande
- ForsvundenSammenhæng
- Runrig
- A Rush Of Coldplay
- D-A-D

### 2015Arkiveret1. december 2017 hosWayback Machine
- Doble D
- Magtens Korridorer
- Ronni Strøm & Friends
- Stine Bramsen
- Sonny Møller & Dagens Band
- Bruce Guthro
- Papas Out Late
- Johnny Madsen
- Lindgård Band
- Carpark North
- Billiteers
- 90’ER FESTEN, Præsenteret af Dan Rachlin
- Die Herren

### 2016Arkiveret1. december 2017 hosWayback Machine
- Danser med drenge
- Dúné
- Gnags
- Kim Larsen & Kjukken
- Patrick Dorgan
- Wafande

Lille scene
- The Billiteers
- Arvid Jacobsen med Band
- Ronny Strøm & Cash Country

### 2017
- Allan Olsen
- Burhan G
- Danser med drenge
- Johnny Madsen
- Magtens Korridorer
- TV-2

Lille scene
- Rockstop
- Spotlight Band
- Papas Out Late
- K-Deluxe

### 2018
- Aqua
- Scarlet Pleasure
- Dodo & The Dodos
- Aura
- Jacob Dinesen
- Queen Machine

Lille scene
- Dr. Dobro
- K-Deluxe
- Benzin (Gasolin)

### 2019
- Nephew
- Birthe Kjær & Feel Good Band
- Lars Lilholt Band
- Queen Machine
- Wafande & Shaka Loveless
- Østre Gasværk

Lille scene
- Sko & Torp
- Rasmus Nøhr
- Double D

### 2020
Aflyst

### 2021
Aflyst 

### 2022
- Aqua
- Dodo & The Dodos
- Johnny Madsen
- Magtens korridorer
- Queen Machine
- Folkeklubben

Lille scene
- Østre Gasværk
- Keinstein

2023
- D-A-D
- Dodo & The Dodos
- Jacob Dinesen
- Jonah Blacksmith
- Rasmus Bjerg (som John Mogensen)
- Hjalmer

Lille scene
- Rocazino
- Keinstein